# Antym (Czałykow)

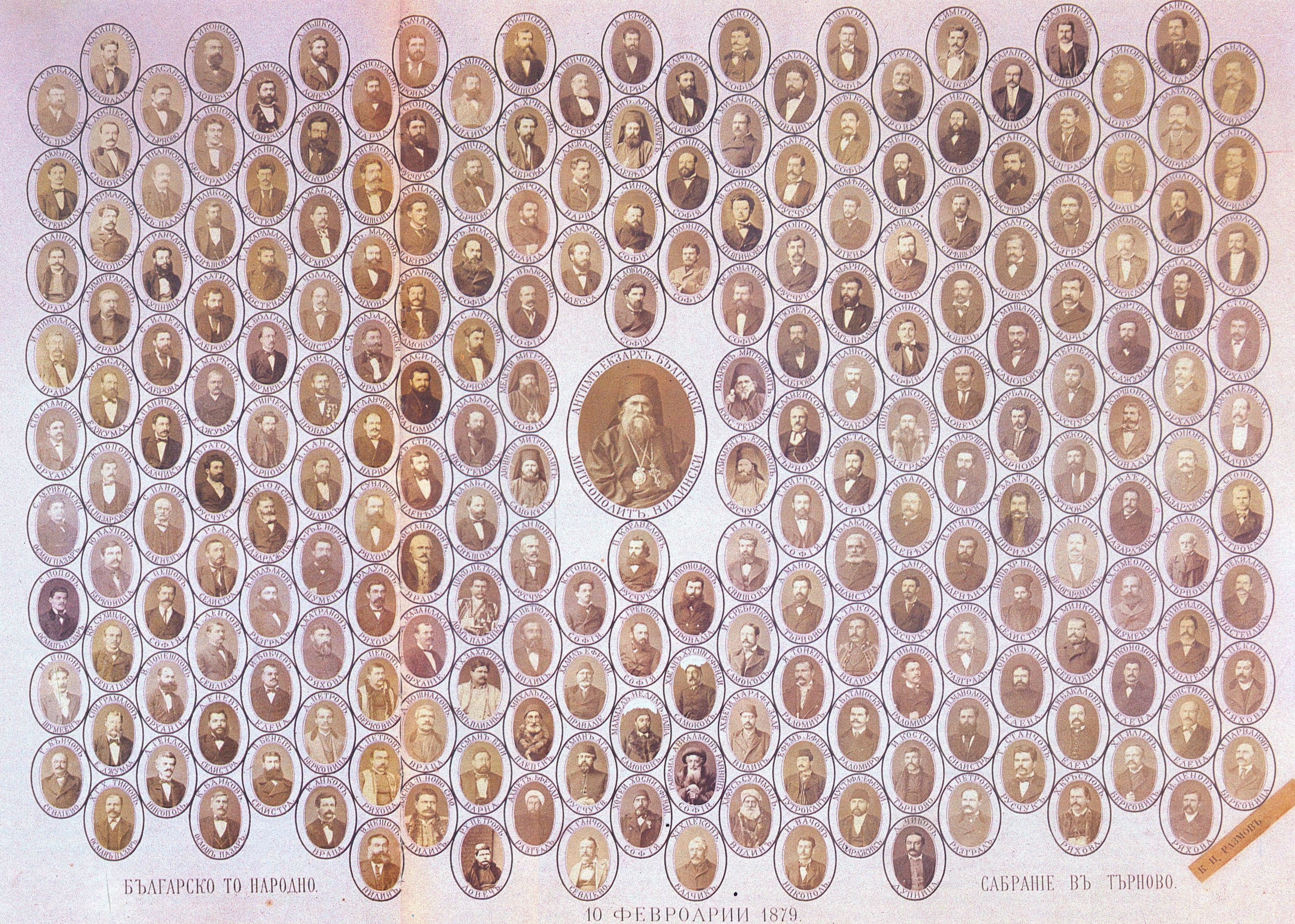
Antym wśród członków bułgarskiego Zgromadzenia Ustawodawczego (portret w środku) w 1879

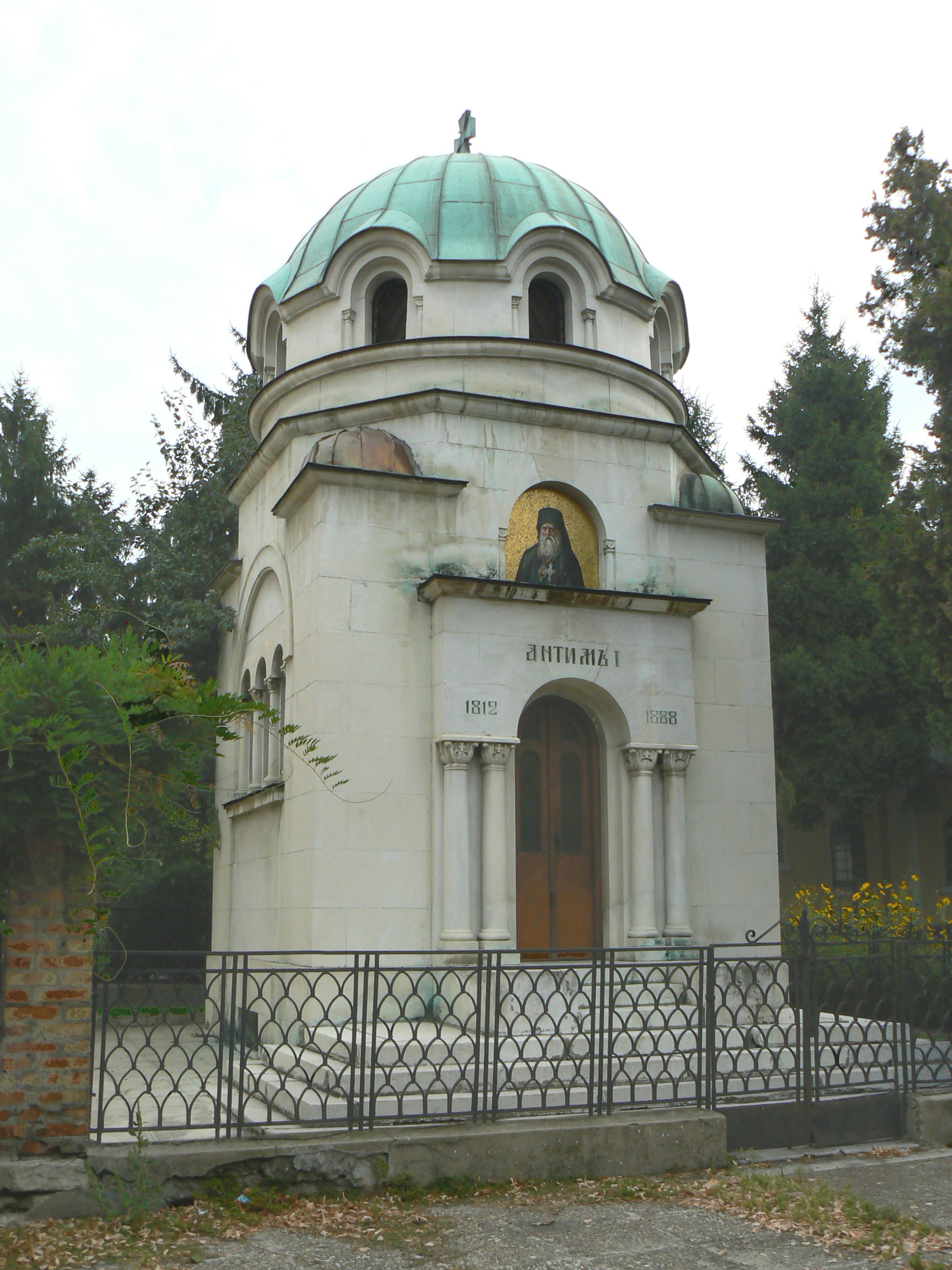
Kaplica na grobie egzarchy Antyma

Antym, imię świeckie Atanas Michajłow Czałykow (ur. 1816 w Kırklareli, zm. 1 grudnia 1888 w Widyniu) – bułgarski biskup prawosławny, pierwszy egzarcha Bułgarii, sprawujący urząd w latach 1872–1877.

## Życiorys

### Młodość i edukacja
Pochodził z wielodzietnej rodziny bułgarskiej. W wieku 21 lat, po półrocznym pobycie w klasztorze Stawronikita we wspólnocie mniszej na Athos, złożył wieczyste śluby mnisze w monasterze Chilandar, również na Athosie. Po roku przyjął święcenia diakońskie, po czym wrócił do Kırklareli, a następnie w 1839 podjął służbę w cerkwi św. Konstantyna w Stambule. W 1848 z wyróżnieniem ukończył szkołę teologiczną Patriarchatu Konstantynopolitańskiego na wyspie Chalki. Przez rok wykonywał zawód nauczyciela w rodzinnym mieście, a następnie do 1852 w Smyrnie. Dzięki pomocy rosyjskiego konsula w Smyrnie mógł wyjechać do Moskwy na studia w Moskiewskiej Akademii Duchownej, gdzie w 1856 uzyskał tytuł magistra teologii. W czasie nauki służył w różnych cerkwiach Moskwy. Metropolita moskiewski Filaret udzielił mu święceń kapłańskich. W czasie pobytu w Rosji hieromnich Antym zafascynował się ideami słowianofilskimi.

### Służba duszpasterska w Konstantynopolu. Zaangażowanie w ruch narodowy Bułgarów
W 1857 wrócił do Konstantynopola i został proboszczem cerkwi przy ambasadzie rosyjskiej oraz wykładowcą historii prawosławia oraz języków cerkiewnosłowiańskiego i rosyjskiego w szkole teologicznej na Chalki. W 1861 patriarcha konstantynopolitański Joachim II wyświęcił go na metropolitę presławskiego. Antym (Czałykow), już po chirotonii, odmówił jednak wyjazdu do Presławia w akcie protestu przeciw położeniu prawosławnych Bułgarów. W 1862 udał się natomiast do Małko Tyrnowa i Kukusza, by protestować przeciw projektowi wprowadzenia na ziemiach bułgarskich unii kościelnej z Kościołem katolickim.
Od 1865 do 1868 był rektorem szkoły teologicznej na Chalki. W kwietniu 1868 został wyznaczony do objęcia katedry widyńskiej. Jego poprzednik, grecki biskup Paisjusz, musiał opuścić Widyń z powodu protestów wiernych bułgarskich. Oni również zażądali od metropolity Antyma zerwania łączności kanonicznej z Patriarchatem Konstantynopolitańskim. W grudniu 1868 hierarcha symbolicznie nie wymienił imienia patriarchy w odpowiednim momencie Świętej Liturgii, sygnalizując tym samym zaangażowanie się w ruch na rzecz odbudowy autokefalicznego Kościoła Bułgarskiego.

### Współtwórca Egzarchatu Bułgarskiego, pierwszy egzarcha Bułgarii
Wziął udział w organizacji Synodu Kościoła Bułgarskiego, a następnie razem z biskupem makariopolskim Hilarionem i metropolitami łoweckim Hilarionem i płowdiwskim Panaretem opracowywał statut Egzarchatu Bułgarskiego. 3 kwietnia 1872 otrzymał od sułtana berat potwierdzający, iż władze tureckie uznały go za zwierzchnika Kościoła Bułgarskiego.
11 maja 1872, wbrew zakazom patriarchy Konstantynopola, metropolita Antym ogłosił w czasie Świętej Liturgii przywrócenie autokefalii Bułgarskiego Kościoła Prawosławnego. W odpowiedzi patriarcha Antym VI pozbawił go stanu duchownego. W tym samym roku Egzarchat Bułgarski został uznany przez Patriarchat Konstantynopolitański za organizację niekanoniczną, schizmatycką, zaś jej przywódcy – za winnych herezji etnofiletyzmu. Ogłoszenie autokefalii odbyło się z całkowitym poparciem władz tureckich i wiernych bułgarskich, za to wbrew procedurom prawa kanonicznego, które nie dopuszcza powstania nowego autokefalicznego Kościoła bez zgody Kościoła-Matki.
Egzarcha Antym został zmuszony przez władze tureckie do odejścia z urzędu w kwietniu 1877, po tym, gdy skierował do rządów krajów zachodnioeuropejskich informacje o okrucieństwach, jakich dopuściła się armia turecka w czasie tłumienia bułgarskiego powstania kwietniowego w 1876. 17 lipca 1877 metropolita został wtrącony do więzienia w Angorze, gdzie przebywał do podpisania pokoju w San Stefano, po przegranej przez Turków wojnie z Rosją. W maju 1878 duchowny wrócił do Widynia i ponownie objął zarząd miejscowej eparchii, nie wrócił jednak na urząd egzarchy, pozostawiając go w rękach wybranego w czasie jego uwięzienia Józefa. 29 maja 1878 stał na czele delegacji bułgarskiej z wizytą u cara Aleksandra II, która wyraziła mu wdzięczność za wyzwolenie ziem bułgarskich.
W 1879 razem z pozostałymi biskupami Egzarchatu Bułgarskiego wszedł do Zgromadzenia Konstytucyjnego, którego zadaniem było opracowanie konstytucji powstałego na mocy postanowień kongresu berlińskiego Księstwa Bułgarii. Następnie został wybrany na jego przewodniczącego. Gdy Zgromadzenie wybrało pierwszego księcia Bułgarii, Aleksandra Battenberga, Antym prowadził jego ceremonię intronizacyjną. Do śmierci w 1888 pozostał na urzędzie metropolity widyńskiego.
W 1934 w pobliżu cerkwi św. Mikołaja w Widyniu, gdzie został pochowany, wzniesiono ku jego czci kaplicę-mauzoleum.